# رابطة تساهمية

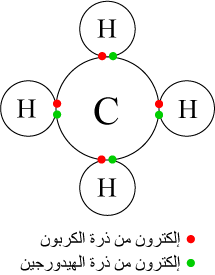
الرابطة التساهمية بين الهيدروجين والكربون في جزيء الميثان. أحد طرق تمثيل الرابطة التساهمية في جزيء عن طريق النقط وعلامات إكس

الرابطة التساهمية هي أحد أنواع الترابط الكيميائي وتتميز بمساهمة زوج أو أكثر من الإلكترونات بين الذرات، مما ينتج عنه تجاذب جانبي يعمل على تماسك الجزيء الناتج. تميل الذرات للمساهمة أو المشاركة بإلكتروناتها بالطريقة التي تجعل غلافها الإلكتروني ممتليء. وهذه الرابطة دائما أقوى من القوى بين الجزيئات مثل الرابطة الهيدروجينية.
تحدث الرابطة التساهمية غالبا بين الذرات التي لها سالبية كهربية متماثلة (عالية)، حيث أنه تلزم طاقة كبيرة لتحريك إلكترون من الذرة. الرابطة التساهمية غالبا ما تحدث بين اللا فلزات، بينما تكون الرابطة الأيونية أكثر شيوعا بين الذرات الفلزية والذرات اللافلزية.
تميل الرابطة التساهمية لأن تكون أقوى من أنواع الروابط الأخرى -باستثناء الرابطة الايونية- حيث تحتل المرتبة الأولى. وبعكس الرابطة الأيونية، حيث ترتبط الأيونات بقوى كهرساكنة غير موجهة، فإن الرابطة التساهمية تكون عالية التوجيه. وكنتيجة، الجزيئات المرتبطة تساهميا تميل لأن تتكون في أشكال مميزة.

## تاريخ الرابطة التساهمية
فكرة الترابط التساهمي يمكن أن ترجع إلى جيلبرت إن لويس، والذي قام في عام 1916 بوصف مساهمة أزواج الإلكترونات بين الذرات. وقد قام باقتراح ما يسمى ببناء لويس  أو  الشكل الإلكتروني النقطي  والذي يكون فيه إلكترونات التكافؤ (الموجودة في غلاف التكافؤ) ممثلة بنقط حول الرمز الذري. وتكون ازواج الإلكترونات الموجودة بين الذرات ممثلة للروابط التساهمية. كما أن الأزواج العديدة تمثل روابط عديدة، مثل الرابطة الثنائية أو الثلاثية. وبعض الأشكال الإلكترونية النقطية ممثلة في الشكل المجاور. وطريقة أخرى لتمثيل الرابطة هي تمثيلها كخط.
بينما أن فكرة تمثيل أزواج الإلكترونات تعطى طريقة مؤثرة لتصور الرابطة التساهمية، فإن دراسات ميكانيكا الكم تحتاج لفهم طبيعة تلك الرابطة وتوقع تركيب وخواص الجزيئات البسيطة. وقد قام كل من والتر هتلر وفريتز لندن بعمل أول توضيح ناجح من وجهة نظر ميكانيكا الكم للترابط الكيميائي، وخاصة للهيدروجين الجزيئي، في عام 1927. وقد كان عملهم مبنيا على أساس تصور رابطة التكافؤ، والذي افترض أن الرابطة الكيميائية تتكون عندما يكون هناك تداخل جيد بين المدارات الذرية للذرات المساهمة. وهذه المدارات الذرية تعرف بأن بينها وبين بعضها زاوية محددة، وعلى هذا فإن تصور رابطة التكافؤ يمكن أن تتوقع زوايا الروابط بنجاح في الجزيئات البسيطة.
عادة ما تكون هذه الرابطة بين اللافلزات فقط.

## ترتيب الرابطة
ترتيب الرابطة هو مصطلح علمي لوصف عدد أزواج الإلكترونات المتشاركة بين الذرات المكونة للرابطة التساهمية. وأكثر أنواع الرابطة التساهمية شيوعا هو الرابطة الأحادية، والتي فيها يتم المشاركة بزوج واحد فقط من الإلكترونات. كل الروابط التي بها أكثر من زوج من الإلكترونات تسمي روابط تساهمية متعددة. المشاركة بزوجين من الإلكترونات تسمى رابطة ثنائية، والمشاركة بثلاثة أزواج تسمى رابطة ثلاثية. ومثال للرابطة الثنائية في حمض النتروز (بين N و O)، ومثال للرابطة الثلاثية سيانيد الهيدروجين (بين C و H).
الرابطة الأحادية يكون نوعها رابطة سيجما، والرابطة الثنائية تكون واحدة سيجما وواحدة باي، والرابطة الثلاثية تكون واحدة سيجما وإثنين باي.
الروابط الرباعية، رغم ندرتها، فإنها موجودة. فكلًا من الكربون والسيليكون يمكن أن يكونا مثل هذه الرابطة نظريا. ولكن الجزيء الناتج يكون غير مستقر تماما. وتلاحظ الروابط الرباعية الثابتة في الروابط الفلزات الانتقالية، وغالبا ما تكون بين ذرتين من الفلزات الانتقالية في المركبات العضوية الفلزية.
الروابط السداسية تم ملاحظتها أيضا في الفلزات الانتقالية في الحالة الغازية ولكنها نادرة أكثر من الرباعية.
كما أنه توجد حالة خاصة من الرابطة التساهمية تسمى رابطة تساهمية تناسقية.

## صلابة الرابطة
بصفة عامة، يمكن للذرات المرتبطة برابطة أحادية تساهمية ان يحدث لهما دوران بسهولة نسبيا. ولكن، في الرابطة الثنائية والثلاثية يكون الأمر بالغ الصعوبة حيث أنه لابد من حدوث تداخل بين مدارات باي، وهذه المدارات تكون في حالة توازي.

## الرنين
يمكن لبعض أنواع الروابط أن يكون لها أكثر من شكل نقطي (مثلا الأوزون O3). ففي الشكل النقطي. تكون الذرة المركزية لها رابطة أحادية مع أحد الذرات الأخرى ورابطة ثنائية مع الأخرى. ولا يمكن للشكل النقطي إخبارنا أي من الذرات لها رابطة أحادية، فكل من الذرتين لهما نفس الفرصة لحدوث الرابطة الثنائية. وهذان التركيبان المحتملان يسميا البناء الرنيني. وفي الحقيقة، فإن تركيب الأوزون رنيني مهجن بين تركيبية الرنينين.

## اقرأ أيضا
- رابطة تناسقية
- رابطة فلزية